# Martha Fawaz
Martha Fawaz, née le 3 juillet 2002 à Annecy en France, est une judokate française évoluant en moins de 57 kg, licenciée PSG Judo puis à l'US Orléans.

## Biographie
Martha Fawaz est inscrite au club de USJ 86 Lusignan à cinq ans parce que ses parents « voulaient qu'elle apprenne à se défendre [alors qu'un] garçon la frappait à l’école ». Elle participe aux circuits de compétition en catégorie benjamine avec une cinquième place de la coupe de France 2016. L'année suivante, elle devient Vice-championne de France U18.
Entre 2018 et 2019, il est licencié au club JJJC Poissy et elle est sacrée championne de France U18 deux ans de suite ; en 2019, elle intègre le club du Paris Saint-Germain et représente la France aux Festival olympique de la jeunesse européenne, (battue en quart de finale dans la catégorie des -57 kg).
En octobre 2021, elle participe aux Championnats du monde junior sans être classée puis enchaîne la semaine suivante avec le tournoi grand chelem de Paris où elle se classera septième à tout juste 19 ans. Elle est retenue pour participer aux Championnats d'Europe par équipe mais l’équipe de France s'incline en quarts de finale face à la Géorgie.
En janvier 2022, elle ne passe pas loin du podium au Grand Prix Portugal, vaincue par la Portugaise Telma Monteiro pour une médaille de bronze. Elle remporte une étape de la coupe européenne junior à Banja Luka. Elle participe en août aux championnats du monde juniors à Guayaquil mais elle battue dès le premier tour par la Japonaise Rin Eguchi ; toutefois, elle remporte une médaille de bronze dans la compétition par équipe. En septembre 2022, elle participe à sa dernière compétition chez les juniors lors du championnat d'Europe : si elle est assez vite battue en individuel, elle rapporte le titre par équipe même si elle perd en demi-finale sur blessure.
Elle remporté une médaille de bronze aux Jeux mondiaux universitaires d'été à Chengdu en 2023 tout en participant aux circuits de compétition chez les séniors. C'est à partir de 2024 qu'elle monte sur les podiums de grand prix avec une troisième place au Grand Prix de Zagreb en septembre, puis au Grand Slam de Tokyo en moins de 57 kg quelques mois après son arrivée à l’US Orléans.
Au début de l'année 2025, elle remporte le Paris Grand Slam en battant en finale l'Israélienne Timna Nelson-Levy sur ippon. Elle ajoute une médaille d'argent à son palmarès au tournoi de Tbilisi. Elle participe aux championnats d'Europe à Podgorica où elle remporte le bronze après avoir été repéchée en quarts de finale.

## Palmarès

### Compétitions internationales
| Année | Compétition           | Lieu      | Résultat | Catégorie      |
| ----- | --------------------- | --------- | -------- | -------------- |
| 2025  | Championnats d'Europe | Podgorica | 3e       | Moins de 57 kg |

### Tournois Grand Chelem et Grand Prix
| Année | Compétition           | Lieu     | Résultat | Catégorie      |
| ----- | --------------------- | -------- | -------- | -------------- |
| 2024  | Grand Prix de Croatie | Zagreb   | 3e       | Moins de 57 kg |
| 2024  | Grand Slam de Tokyo   | Tokyo    | 3e       | Moins de 57 kg |
| 2025  | Grand Slam de Paris   | Paris    | 1re      | Moins de 57 kg |
| 2025  | Grand Slam de Tbilisi | Tbilissi | 2e       | Moins de 57 kg |